# David Pleat
David John Pleat (* 15. Januar 1945 in Nottingham) ist ein ehemaliger englischer Fußballspieler und -trainer, der heute als Sportkommentator tätig ist.

## Karriere
Pleat begann seine Spielerkarriere 1962 beim lokalen Verein Nottingham Forest. Zuvor hatte er bereits einige internationale Einsätze in den Jugendmannschaften der englischen Fußballnationalmannschaft bestritten. Nach nur sechs Einsätzen für Forest wurde er von Luton Town für eine Ablösesumme von 8000 £ verpflichtet, später spielte er auch für Shrewsbury Town, Exeter City und schließlich Peterborough United.
Mit 26 Jahren begann Pleat ein Engagement als Spielertrainer bei Nuneaton Borough, die damals in der Southern Football League spielten, bevor zu seinem ehemaligen Klub Luton Town als Jugendtrainer zurückkehrte. 1978 wurde Pleat Manager des Vereins, nachdem sein Vorgänger Harry Haslam den Verein verließ. Im ersten Jahr seiner Managertätigkeit kämpfte Luton gegen den Abstieg in die damalige Third Division, in den Jahren darauf waren sie Titelanwärter in der Second Division, die sie 1981/82 dann auch gewannen. In der Saison 1982/83 gelang Luton der Klassenerhalt in der höchsten Spielklasse am letzten Spieltag, als man beim unmittelbaren Mitkonkurrenten gegen den Abstieg Manchester City durch ein Tor des kurz zuvor eingewechselten Radomir Antić wenige Minuten vor dem Schlusspfiff mit 1:0 gewann. Pleat erregte durch seine Jubelstürme auf das Spielfeld sowohl nach dem Tor von Antić als auch nach dem Schlusspfiff landesweite Aufmerksamkeit.
Pleat konnte Luton ab 1983 als Verein in der damaligen First Division etablieren und erreichte mit der Mannschaft 1985 das Semifinale des FA Cups.
1986 wurde Pleat von Tottenham Hotspur als Manager verpflichtet und erreichte dort das FA-Cup-Finale 1987, verlor dort aber mit seinem Verein in der Verlängerung gegen Coventry City mit 2–3. Pleat trat im selben Jahr wegen Enthüllungen aus seinem Privatleben zurück.
Spätere Trainerstationen waren Leicester City, noch einmal Luton Town und Sheffield Wednesday, wo er im November 1997 mitten im Abstiegskampf entlassen wurde.
1998 kehrte Pleat als Sportdirektor zu Tottenham Hotspur zurück und übernahm 2003 nach der Entlassung von Glenn Hoddle das Traineramt bis zum Ende der Saison.

## Tätigkeiten als Sportkommentator
Zwischen 2004 und 2012 schrieb Pleat regelmäßig Kolumnen im The Guardian, die sich hauptsächlich mit der taktischen Seite aktueller Spiele der Premier League oder der englischen Fußballnationalmannschaft befassen. Zudem schrieb er auch Artikel für den Daily Mail und war langjährig als TV-Kommentator bei ITV tätig, verließ den Fernsehsender aber im August 2009.